# 155217 Radnóti
A 155217 Radnóti (ideiglenes jelöléssel (155217) 2005 VH5) a Naprendszer kisbolygóövében található aszteroida. Sárneczky Krisztián fedezte fel 2005. november 9-én.